# Zarathuštra
Zarathuštra, též Zoroaster, persky Zardušt, byl starověký íránský náboženský vůdce, zakladatel zarathuštrismu, autor gáthů, nejstarší části Avesty.
Často je chápán jako prorok, nelze ho však chápat jako přesnou analogii proroků biblických. Doba, kdy Zarathuštra žil, je předmětem mnoha dohadů: Akademické názory se pohybují přibližně mezi 1750 př. n. l. a 592 př. n. l., většinový pohled ho klade přibližně do období 1000 př. n. l.

## Jméno
Avestánská podoba jména – Zarathuštra, se objevuje již v gáthách, nejstarších textech zarathuštrismu. Z toho pak vychází středoperské Zar(a)du(ch)št a následně novoperské Zartušt a Zardušt. K dalším podobám jména v íránských jazycích patří parthské Zar(a)hušt a sogdské Z(a)rušč. Do starořečtiny bylo Zarathuštra převzato jako Ζωροάστρης (Zóroastrés), v latině je užíváno Zaratus. Z dalších neíránských podob jména je známo například arménské Zradašt, sanskrtské Jarathuštra a Zarathroustés v byzantské řečtině.
Etymologie tohoto jména je předmětem mnoha dohadů, existuje však obecná shoda, že druhá část jména, uštra, znamená „velbloud“. Co se týče první části jména, objevily se následující výklady:
- ze *zarant- „starý“, tedy „se starými velbloudy“, nebo snad spíše „se stárnoucími velbloudy“;
- ze *zarat- „pohyb, řízení“, tedy „řídící velbloudy“ nebo „pečující o velbloudy“;
- ze *zarat „přát si, toužit“, tedy „toužící po velbloudech“;
- ze *zarant „zuřivý, hněvající se“, tedy „se zuřivými velbloudy“;
- ze *zarant „žlutý, plavý“, tedy „s plavými velbloudy“.

## Kontext
Gáthy, nejstarší známý zdroj, kde se Zarathuštra objevuje, nezmiňují žádné události, které mohou být jasně spojeny se známými historickými daty. Existuje však mytologická chronologie obsažená ve středoperských textech a z nich vycházejících byzantských a arabských zdrojích. Podle Bundahišnu jsou dějiny světa tvořené čtyřmi třítisíciletými érami, z nichž poslední začala konverzí Vištáspy. Roku 258 tohoto věku měla začít vláda Alexandra Makedonského a Zarathuštrovo působení na dvoře Vištáspy by pak spadlo do roku 592 př. n. l., tedy do doby před vznikem Achaimenovské říše. V klasických zdrojích však nalezneme také výklady, které kladou Zarathuštrův život mnohem dále do minulosti: Díogenés Laertios, řecký učenec 2. století, s odvoláním na Xantha z Lýdie a Hermodóra, uvedl, že žil šest tisíc let před Xerxovým vpádem do Řecka či šest tisíc let před trojskou válkou. Plinius starší s odvoláním na Eudoxa z Knidu v podobném duchu umístil Zarathuštrův život šest tisíc před Platónem či pět tisíc let před trojskou válkou.
Fantastické datace řeckořímských autorů byly badateli všeobecně odmítnuty, chronologie vycházející z Bundahišnu však byla dlouho přijímána. K jejím předním zastáncům patřil například íránista Walter Bruno Henning ve svém díle z roku 1951 a to ještě roku 1995 obhajoval Ilya Gershevitch. Ač je však uvedené datum možné, povaha zdroje, který jej uvádí, ho činí čistě spekulativním. Z tohoto důvodu se objevily datace pohybující se mezi odhadovaným vznikem Rgvédu kolem roku 1500 př. n. l., jehož jazyk je gáthám blízký, a vznikem Achaimenovské říše 559 př. n. l., o které Avesta mlčí a tak se předpokládá, že v době jejího vzniku ještě neexistovala.
V nejstarších částech Avesty není zmiňováno ani místo Zarathuštrova života. Až pozdější jašty v této souvislosti uvádí polomytickou zem Airjánem vaédžah. Pozdější tradice jeho vlast umísťovala do Médie či Atropatené. Místa zmiňovaná v Avestě i jazyk, kterým byla napsána, však činí pravděpodobným Zarathuštrův život klást do východní části íránského areálu, jako byla Sogdiana nebo Chorasmie, tedy do Střední Asie.
Nejistou otázkou je také Zarathuštrova historicita. Někteří badatelé, jako James Darmesteter v roce 1893 a Marijan Molé (1963), považovali jeho obraz v zarathuštrických pramenech za čistě mytický, nesouvisející s případně existujícím historickým Zarathuštrou. Jiní jako Jean Kellens a Eric Pirart (1988) a po nich Prods Oktor Skjærvø (1997) pak zpochybnili vůbec samu jeho existenci. William W. Malandra tyto hypotézy odmítl a poukázal například na výrazně individuální povahu gáthů, což stojí proti Kellensově hypotéze o tom, že byly produktem kolektivu kněží, nikoliv jednoho člověka – Zarathuštry.

## Život

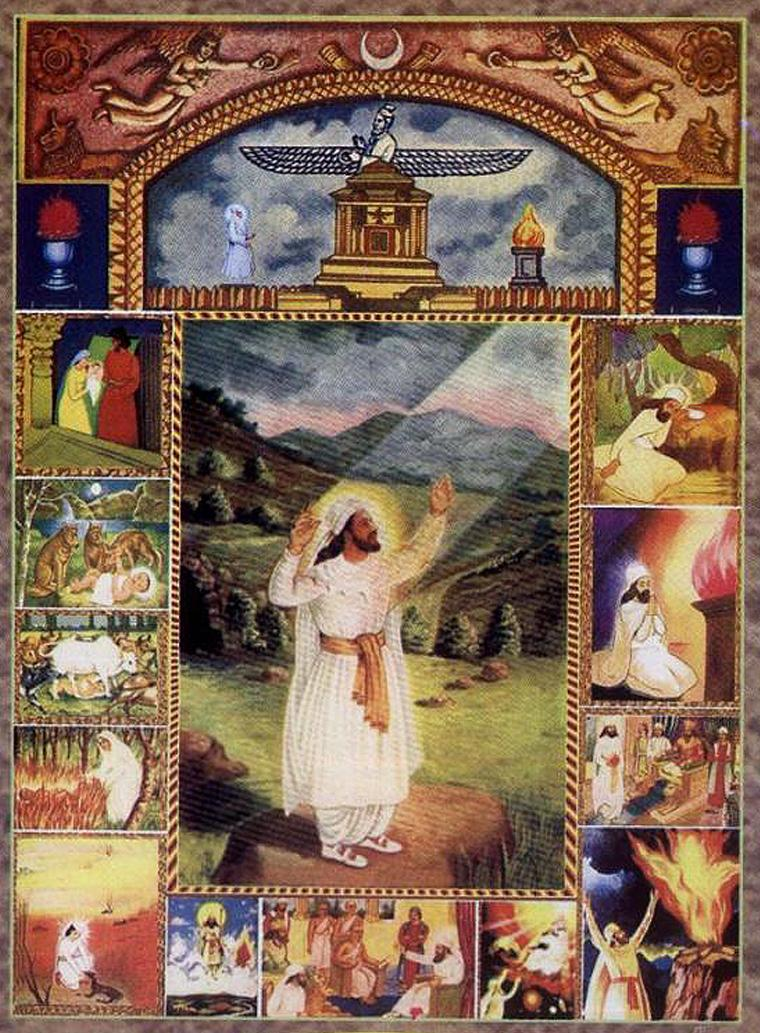
Život Zarathuštry v obrazech

V gáthách lze nalézt jen sporé informace o životě Zarathuštry. Byl zaotarem, knězem, a členem rodiny Spitamovců. Jména jeho rodičů byla, podle pozdějších částí Avesty, Pourušáspa a Dughdhová. Třikrát byl ženatý a zplodil několik dcer, z nichž pouze nejmladší Pouručistá je známa jménem a její matka pravděpodobně náležela do rodiny Haéčataspů. Až v pozdějších textech jsou uváděni tři jeho synové, od první manželky chlapec jménem Isatvastra, od druhé chlapci dva, jménem Urvataṯnara a Hvarcitra. Zarathušrovým bratrancem byl Maidhjómáonha. Zarathuštra udržoval blízké styky s rodem Hvógvů, z nichž Džámásp se stal manželem jeho dcery Pouručisty, a z této rodiny pocházela i jeho třetí manželka.
Během svého působení získal mnoho nepřátel: Zmiňováni jsou především karpanové a kaviové, čímž jsou snad myšleny skupiny kněží, ale nakonec získal přízeň káviho Vištáspy, který konvertoval k jeho učení.
V pozdějších částech Avesty a ve středoperských zdrojích získal Zarathuštra řadu mytických rysů, především rozsáhlou genealogii sahající až prvnímu člověku Gajómartovi z příběhu o zázračném početí a zrození.

## Učení
Gáthy mají převážně etický charakter. Ústředním prvkem jejich myšlení je možnost rozhodování se mezi dvěma koncepty, z nichž první je Aša, „Pravdivost“, a druhý Drudž, „Klamství“. Ty vychází ze dvou počátečních duchů, blíženců. Jeden z nich, zvaný Angra Mainju, „Špatné smýšlení“, nebo Aka Mainju, „Zlé smýšlení“, si zvolil špatně, stvořil „ne-žití“ a na jeho stranu přešli daévové. Druhý z nich, Spenta Mainju, „Blahodárné smyšlení“, si zvolil dobře, stvořil žití, a je zjevně nějakým způsobem totožný s Ahura Mazdou. Na konci věků budou pak stoupenci Klamství potrestáni a Pravdivosti odměněni. Zarathuštrovo dílo tak představuje nejstarší dochovaný text s ideou pekla pro hříšníky a ráje pro spravedlivé. K takovému procesu však nedojde pouze na úrovni jednotlivců, nýbrž implicitně se dá z textů vyčíst, že celý svět dosáhne rajského stavu. Objevuje se zde také myšlenka saošjanta – spasitele.
Kromě Ahura Mazdy vystupují v gáthách také další božské bytosti:
- Aša, „Pravdivost“,
- Vohu Manah, „Dobré Smýšlení“,
- Chšathra, „Moc“,
- Ármaiti, „Oddanost“,
- Haurvatát, „Celistvost“ a
- Ameretát, „Nesmrtelnost“.

Ty jsou v pozdějších textech známy jako Ameša Spentové, „Nesmrtelní blahodární“.
V Zarathuštrově myšlení Ahura Mazda zůstává antropomorfní a často je volně přecházeno u jeho oslovení do plurálového oslovení všech božstev. Fakt, že Ármati je označována za jeho dceru, napovídá tomu, že ona a další postavy jsou dědici starších božstev. Teologie gáthů se tak nedá označit přímo za monoteistickou.

## V literatuře

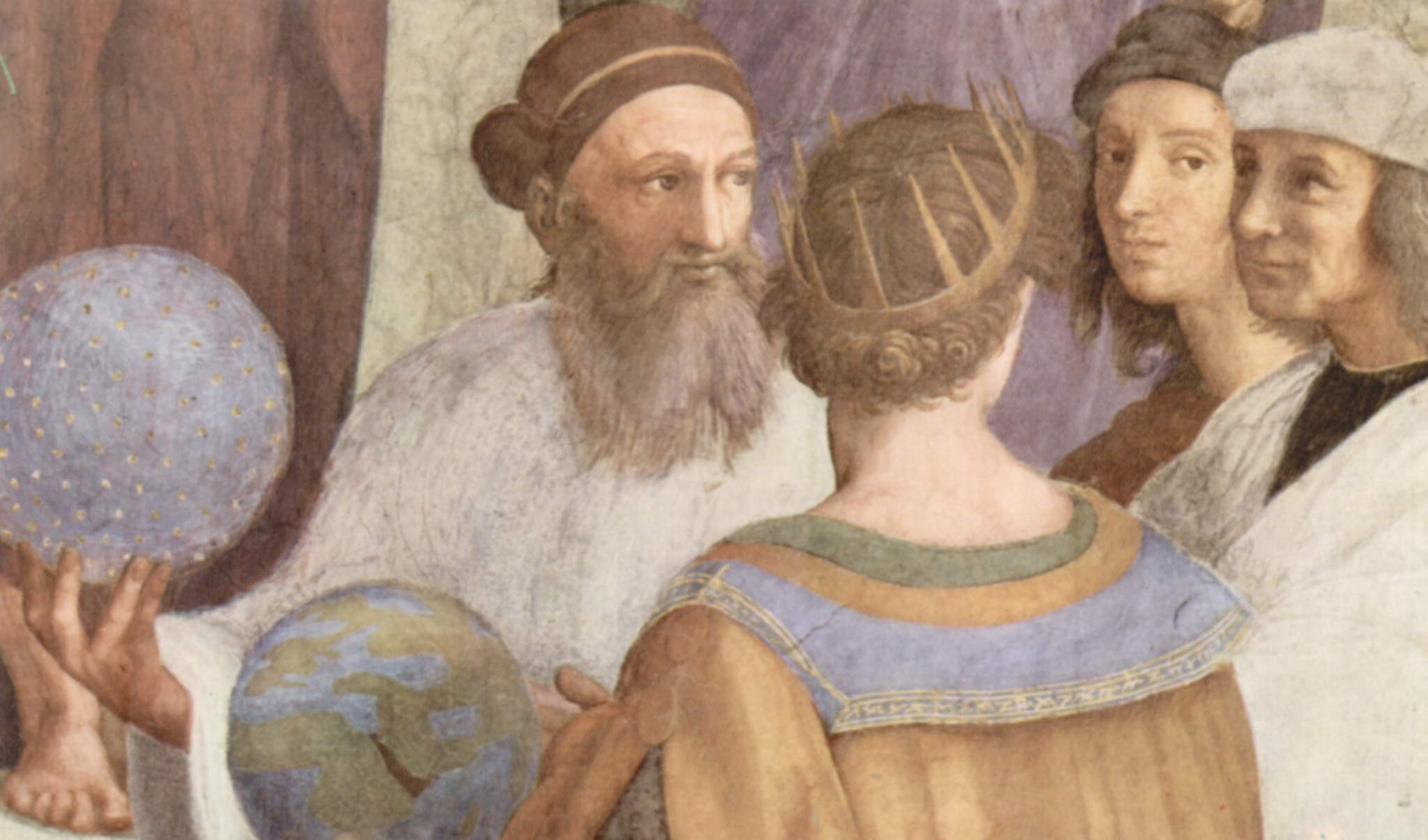
Zarathuštra na Rafaelově nástěnné fresce ve Vatikánu

- Zarathuštra je mimo jiné hrdinou knihy Friedricha Nietzscheho Tak pravil Zarathustra (Also sprach Zarathustra).
- Stejný název má také slavný Opus 30 Richarda Strausse, známý z filmu 2001: Vesmírná odysea (film) či jako znělka České sody.